# 心叶喜林芋
心叶喜林芋（学名：Philodendron gloriosum）又名錦緞蔓綠絨，为天南星科喜林芋属下的一个种。

## 扩展阅读
- 維基物種上的相關：心叶喜林芋